# Monument în memoria consătenilor căzuți în 1941-1945 (Vărvăreuca)
Monumentul în memoria consătenilor căzuți în 1941-1945 este un monument amplasat în Vărvăreuca, raionul Florești, Republica Moldova. Este un monument istoric de importanță națională inclus în Registrul monumentelor Republicii Moldova ocrotite de stat cu nr. 1484 (raionul Florești). Datează din 1970.